# Tupela
Tupela (Nyssa) je rod vyšších dvouděložných rostlin náležející do čeledi tupelovité. Jsou to opadavé stromy s jednoduchými střídavými listy, rostoucí v Severní Americe a východní Asii. V České republice je jako sbírková dřevina občas pěstována tupela lesní (Nyssa sylvatica).

## Popis
Tupely jsou opadavé dvoudomé stromy. Listy jsou jednoduché, bez palistů, často nahloučené u konců větví. Čepel listů je celokrajná nebo oddáleně zubatá, se zpeřenou žilnatinou. Květy jsou jednopohlavné, obvykle v hlávkách nebo krátkých hroznech. Samčí květy jsou pětičetné, s 10 tyčinkami. Samičí květy jsou čtyř- nebo pětičetné, se spodním semeníkem, obsahujícím obvykle jednu komůrku s jediným vajíčkem. Plodem je zploštělá peckovice s vytrvalým kalichem a diskem.

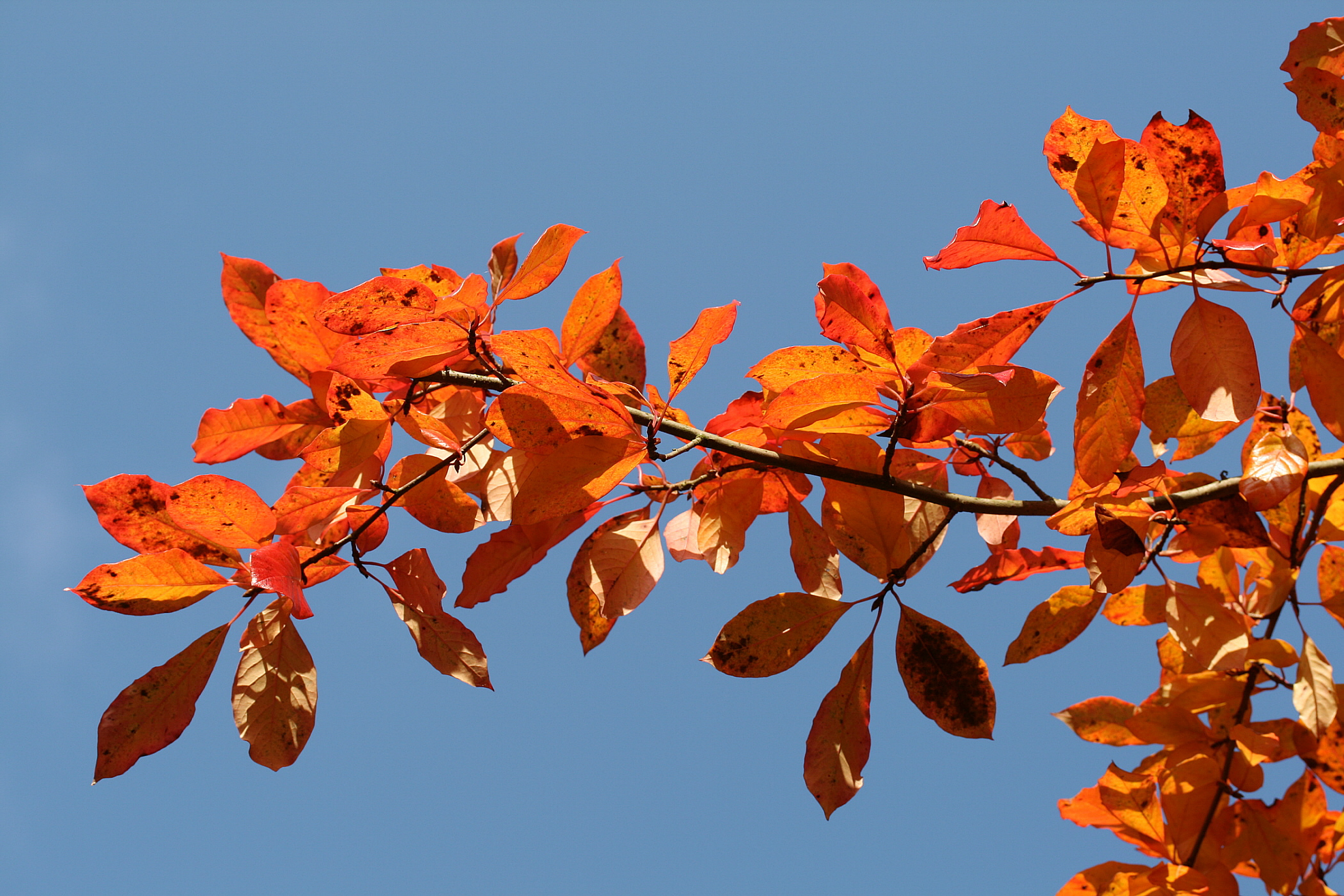
Podzimní listy tupely lesní
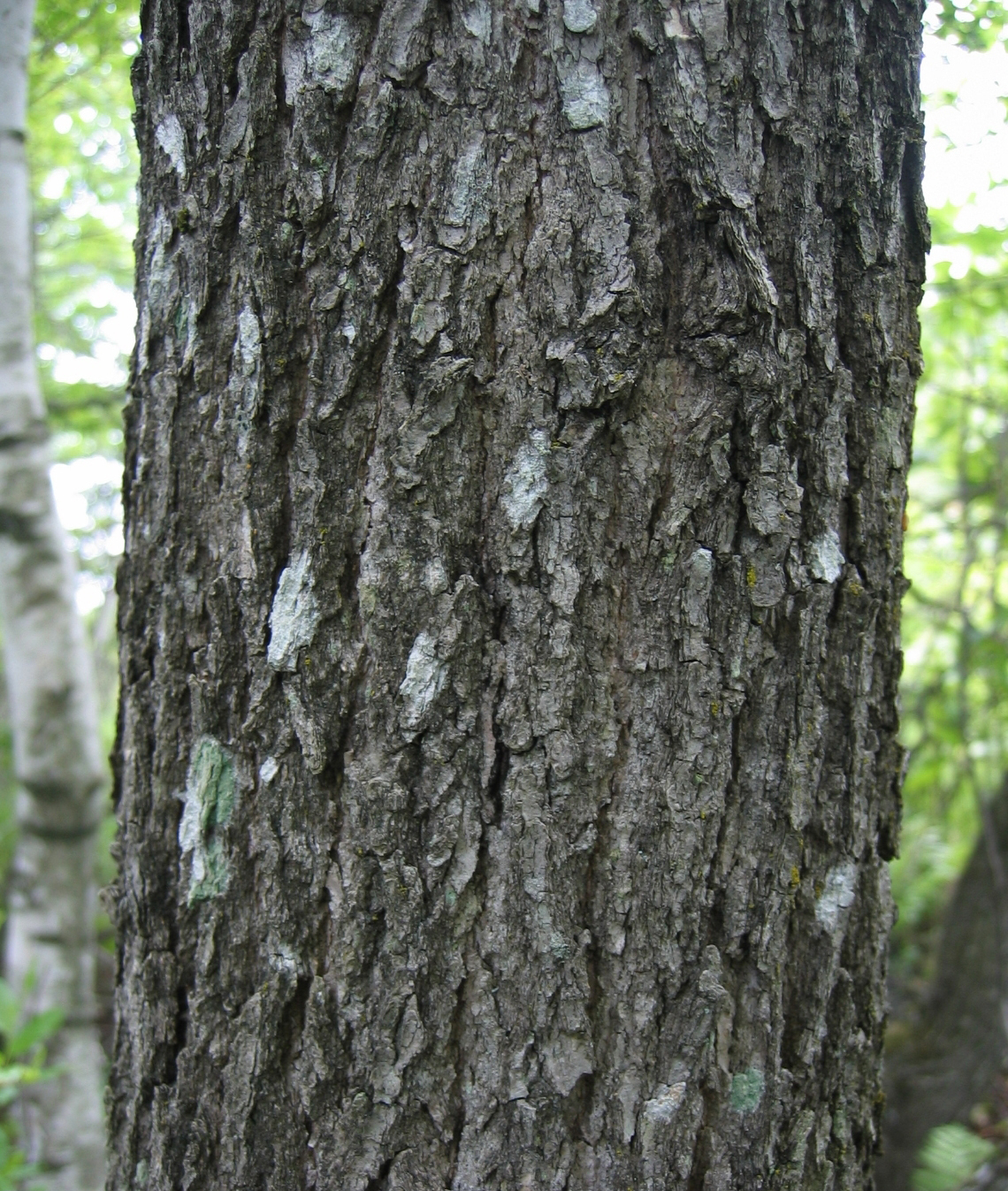
Detail kmene tupely lesní
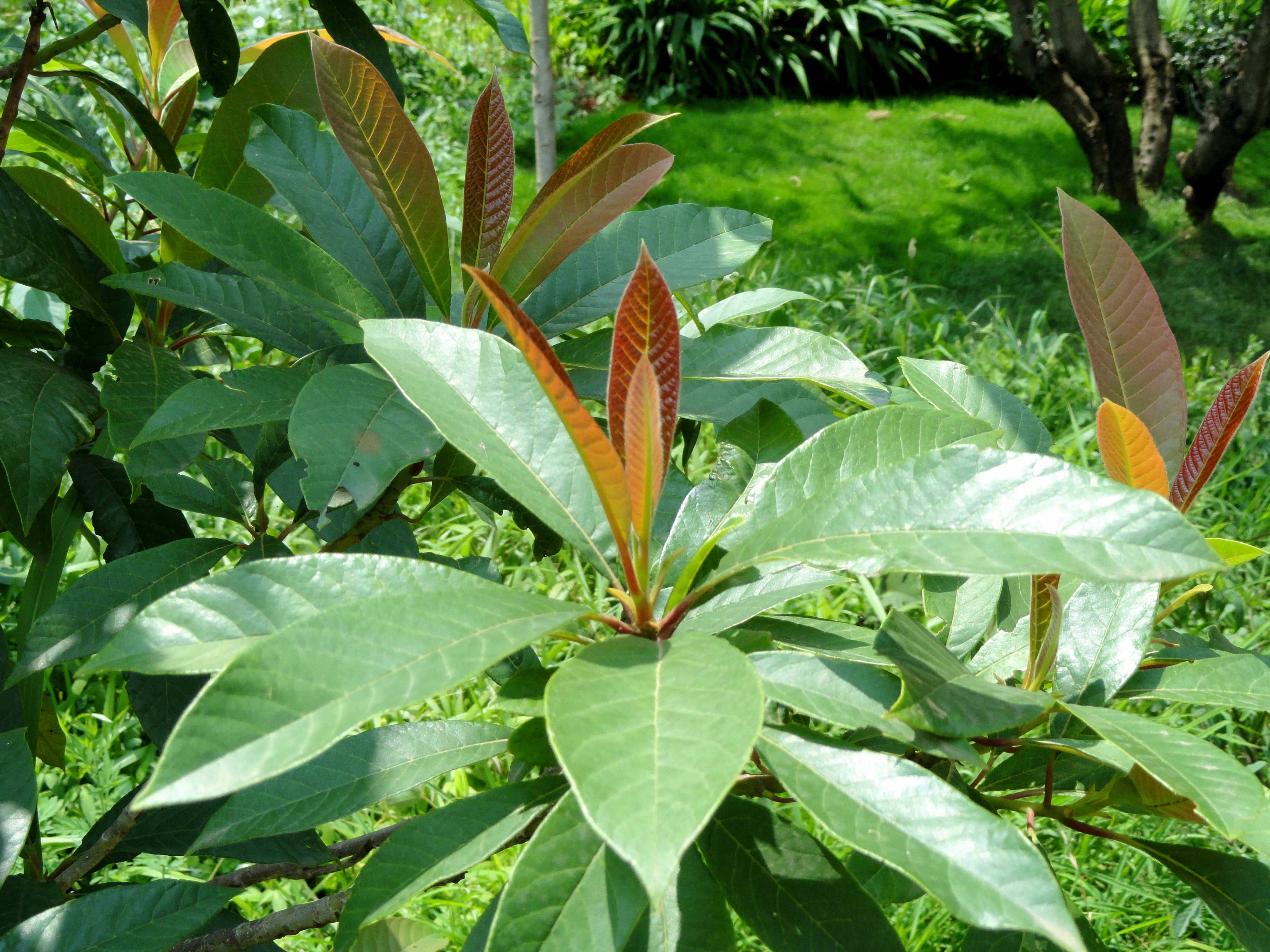
Listy Nyssa yunnanensis

## Rozšíření
Rod zahrnuje asi 12 druhů, z toho 4 rostou v Severní Americe, jeden v horských lesích Kostariky a Panamy a zbylé druhy jsou asijské. V Asii sahá areál rozšíření od Indie a Číny po Malajsii.

## Taxonomie
V systému APG IV je rod Nyssa řazen spolu s dalšími 4rody do čeledi Nyssaceae. V předchozích verzích systému APG byl řazen do široce pojaté čeledi Cornaceae.

## Prehistorie

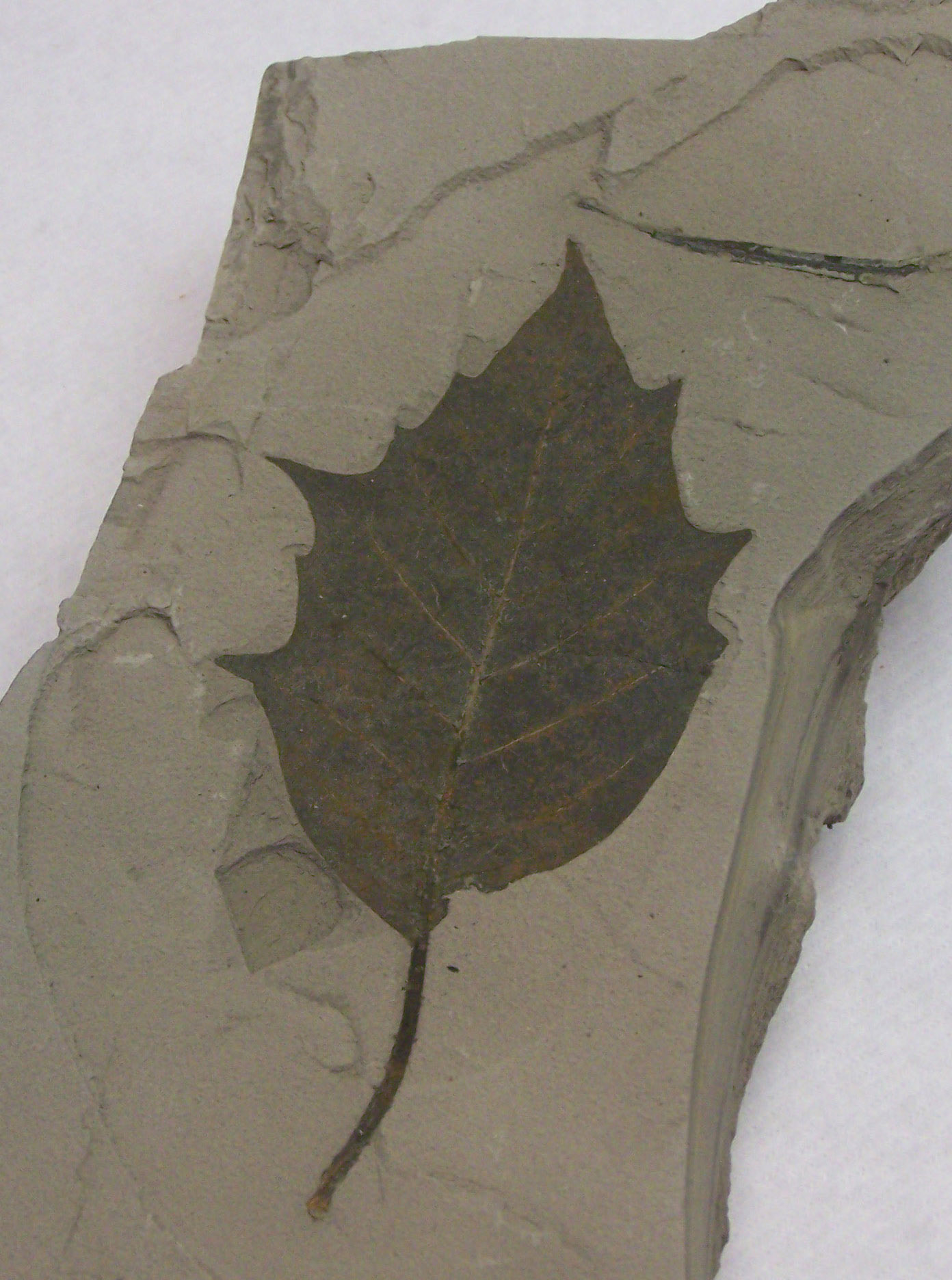
Fosílie †Nyssa haidingeri z období miocénu

Nejstarší známé fosílie rodu Nyssa pocházejí z období křídy. V období kenozoika se tento rod široce rozšířil po severní polokouli a potom opět z větší části vyhynul. Dnešní rozšíření je reliktní. Fosílie †Nyssa disseminata a jiných druhů třetihorního stáří jsou nacházeny i v České republice, např. v sokolovské uhelné pánvi.

## Zástupci
- tupela lesní (Nyssa sylvatica)
- tupela vodní (Nyssa aquatica)

## Význam
Tupela lesní (Nyssa sylvatica) je občas v České republice pěstována v parcích a arboretech. Je to nepříliš nápadný strom, na podzim se však zbarvující do výrazných oranžově červených odstínů.
Některé druhy poskytují dřevo a jedlé plody místního významu.